# Botswana op de Olympische Zomerspelen 2024
Botswana nam deel aan de Olympische Zomerspelen 2024 in Parijs. Oreeditse Marakakgoro zal meegaan als chef de mission voor het land.

## Medailleoverzicht
| Medaille | Naam                                                           | Sport    | Onderdeel     | Datum            |
| -------- | -------------------------------------------------------------- | -------- | ------------- | ---------------- |
| Goud     | Letsile Tebogo                                                 | Atletiek | 200 meter (m) | 8 augustus 2024  |
|          |                                                                |          |               |                  |
| Zilver   | Busang Kebinatshipi Bayapo Ndori Anthony Pesela Letsile Tebogo | Atletiek | 4x400 m (m)   | 10 augustus 2024 |

## Aantal Deelnemers
Hieronder volgt een overzicht van de atleten die zich kwalificeerden voor de Olympische Zomerspelen van 2024.
| Sport    | Mannen | Vrouwen | Totaal |
| -------- | ------ | ------- | ------ |
| Atletiek | 8      | 1       | 9      |
| Zwemmen  | 1      | 1       | 2      |
| Totaal   | 9      | 2       | 11     |

## Deelnemers en resultaten

### Atletiek

#### Loopnummers
Mannen
| atleet                                                         | onderdeel           | voorronde | voorronde | series     | series | herkansingen | herkansingen | halve finale   | halve finale   | finale         | finale         |
| atleet                                                         | onderdeel           | tijd      | rang      | tijd       | rang   | tijd         | rang         | tijd           | rang           | tijd           | rang           |
| -------------------------------------------------------------- | ------------------- | --------- | --------- | ---------- | ------ | ------------ | ------------ | -------------- | -------------- | -------------- | -------------- |
| Letsile Tebogo                                                 | 100 m               | bye       | bye       | 10,01      | 2 Q    | n.v.t.       | n.v.t.       | 9,91           | 2 Q            | 9,86 NR        | 6              |
| Letsile Tebogo                                                 | 200 m               | n.v.t.    | n.v.t.    | 20,10      | 1 Q    | bye          | bye          | 19,96          | 1 Q            | 19,45 AFR      | Goud           |
| 400 m                                                          | Busang Kebinatshipi | n.v.t.    | n.v.t.    | 44,45 PB   | 3 Q    | bye          | bye          | 44,43 PB       | 3              | niet geplaatst | niet geplaatst |
| 400 m                                                          | Bayapo Ndori        | n.v.t.    | n.v.t.    | 44,87      | 2 Q    | bye          | bye          | 44,43          | 4              | niet geplaatst | niet geplaatst |
| 400 m                                                          | Leungo Scotch       | n.v.t.    | n.v.t.    | 45,28      | 5 H    | 45,33        | 2 q          | 45,16          | 7              | niet geplaatst | niet geplaatst |
| Kethobogile Haingura                                           | 800 m               | n.v.t.    | n.v.t.    | 1.46,46    | 7 H    | 1.45,52      | 1 Q          | 1.44,95        | 7              | niet geplaatst | niet geplaatst |
| Tshepiso Masalela                                              | 800 m               | n.v.t.    | n.v.t.    | 1.45,58    | 3 Q    | bye          | bye          | 1.45,33        | 2 Q            | 1.42,82 PB     | 7              |
| Tumo Nkape                                                     | 800 m               | n.v.t.    | n.v.t.    | 1.46,99    | 6 H    | 1.45,57      | 7            | niet geplaatst | niet geplaatst | niet geplaatst | niet geplaatst |
| Victor Ntweng                                                  | 400 m horden        | n.v.t.    | n.v.t.    | 49,59      | 5 H    | 48,88        | 3            | niet geplaatst | niet geplaatst | niet geplaatst | niet geplaatst |
| Busang Kebinatshipi Bayapo Ndori Anthony Pesela Letsile Tebogo | 4x400 m             | n.v.t.    | n.v.t.    | 2.57,76 SB | 1 Q    | n.v.t.       | n.v.t.       | n.v.t.         | n.v.t.         | 2.54,53 NR     | Zilver         |

Vrouwen
| atlete       | onderdeel | voorronde | voorronde | series  | series | kwartfinale | kwartfinale | halve finale   | halve finale   | finale         | finale         |
| atlete       | onderdeel | tijd      | rang      | tijd    | rang   | tijd        | rang        | tijd           | rang           | tijd           | rang           |
| ------------ | --------- | --------- | --------- | ------- | ------ | ----------- | ----------- | -------------- | -------------- | -------------- | -------------- |
| Oratile Nowe | 800 m     | n.v.t.    | n.v.t.    | 2.01,00 | 6 H    | 2.03,29     | 5           | niet geplaatst | niet geplaatst | niet geplaatst | niet geplaatst |

### Zwemmen
Mannen
| atleet          | onderdeel        | series  | series | halve finale   | halve finale   | finale         | finale         |
| atleet          | onderdeel        | tijd    | rang   | tijd           | rang           | tijd           | rang           |
| --------------- | ---------------- | ------- | ------ | -------------- | -------------- | -------------- | -------------- |
| Adrian Robinson | 100 m schoolslag | 1.02,79 | 27     | niet geplaatst | niet geplaatst | niet geplaatst | niet geplaatst |

Vrouwen
| atlete       | onderdeel        | series | series | halve finale   | halve finale   | finale         | finale         |
| atlete       | onderdeel        | tijd   | rang   | tijd           | rang           | tijd           | rang           |
| ------------ | ---------------- | ------ | ------ | -------------- | -------------- | -------------- | -------------- |
| Maxine Egner | 100 m vrije slag | 58,98  | 27     | niet geplaatst | niet geplaatst | niet geplaatst | niet geplaatst |